# Säusenstein (Herrschaft)
Die Herrschaft Säusenstein war eine Grundherrschaft im Viertel ober dem Wienerwald im Erzherzogtum Österreich unter der Enns, dem heutigen Niederösterreich.

## Ausdehnung
Die Herrschaft umfasste zuletzt die Ortsobrigkeit über Säusenstein, Diedersdorf, Sarling, Oberegning und Unteregning, Reist, Henning, Mitterndorf, Ratzenberg, Meierhofen, Linden, Rognitz, Asperhofen, Innbrugg, Habersdorf, Meierhofen und Baumgarten. Der Sitz der Verwaltung befand sich im Schloss Säusenstein.

## Geschichte
Der letzte Inhaber der Lehensherrschaft war Friedrich Ritter von Lichtenfels (1795–1853), bis die Herrschaft als Folge der Reformen 1848/1849 aufgelöst wurde.